# Graomys edithae
Graomys edithae é uma espécie de roedor da família Cricetidae.
Apenas pode ser encontrada no seguinte país: Argentina.